# مرون (اسرائیل)
مرون (به لاتین: Meron) یک روستا در منطقهٔ جبل الجرمق، در شمال اسرائیل است که در شورای منطقه‌ای مروم هاگلیل واقع شده‌است.